# Tisserin malimbe
Ploceus angolensis
Pour les oiseaux quelquefois nommés tisserin-malimbes, voir Malimbus.
Espèce
Statut de conservation UICN

 LC  : Préoccupation mineure
Le Tisserin malimbe (Ploceus angolensis), aussi appelé Tisserin de l'Angola, est une espèce de passereaux de la famille des Ploceidae.

## Répartition
On le trouve en Angola, en République démocratique du Congo et en Zambie.